# Серии Оцеляване (1994)
Сериите Оцеляване (1994) (на английски: Survivor Series) е осмото годишно pay-per-view събитие от поредицата Серии Оцеляване, продуцирано от Световната федерация по кеч (WWF). То се провежда в нощта на Денят на благодарността, 23 ноември 1994 г. в Сан Антонио, Тексас.

## Обща информация
Проведени са два главни мача. В първия, Боб Баклънд печели Световната титла в тежка категория на WWF от Брет Харт в мач с предаване, след като братът на Брет – Оуен Харт убеждава майка им да хвърли кърпа, за да прекрати мача. В другото основно събитие, Гробаря побеждава Йокозуна в мач с ковчег с Чък Норис като специален гост съдия.
На събитието са представени и три елиминационни мача и два индивидуални мача. Рейзър Рамон повежда Лошите момчета срещу отбора на Дизел от The Teamsters. Рамон печели мача за своя отбор, след като всички членове на другия отбор са елиминирани. Лекс Лугър повежда Guts and Glory срещу отбора на Корпорацията за милиони, на Тед Дибиаси. Отборът на Дибиаси печели след като Лугър, последният от неговия отбор, е туширан.
Шон Майкълс и Дизел, Световните отборни шампиони на WWF, започват вражда, след като Майкълс случайно изритва Дизел по време на мача. Те губят титлите си и започват вражда, довела до мач на Кечмания 11. Три дни след Сериите Оцеляване, Дизел печели Световната титла в тежка категория на WWF, като побеждава Баклънд. Съперничеството между Баклънд и Брет Харт продължава и те също се изправят един срещу друг на Кечмания 11.

## Резултати
| №                                                                        | Резултати | Правила                                                      | Време      |
| ------------------------------------------------------------------------ | --- | ------------------------------------------------------------ | ---------- |
| 1Т                                                                       | Боб Холи побеждава Куанг (с Харви Уипълман) | Индивидуален мач                                             | Неизвестно |
| 2                                                                        | Лошите момчета (1-2-3 Хлапето, Британският Булдог, Фату, Рейзър Рамон и Сионе) (с Афа Аноаи и Лу Албано) поб. The Teamsters (Дизел, Джеф Джарет, Джим Найдхарт, Оуен Харт и Шон Майкълс)                        | Сървайвър елиминационен мач 5 срещу 5                        | 21:45      |
| 3                                                                        | Кралското семейство (Чийси, Джери Лоулър, Куийзи и Слийзи) поб. Clowns R' Us (Динк Клоуна, Дуинк Клоуна, Пинк Клоуна и Уинк Клоуна)                                                                             | Сървайвър елиминационен мач 4 срещу 4                        | 16:05      |
| 4                                                                        | Боб Баклънд (с Оуен Харт) поб. Брет Харт (ш) (с Британският Булдог) | Мач с предаване за Световната титла в тежка категория на WWF | 35:11      |
| 5                                                                        | Отборът на милионерите (Бам Бам Бигелоу, Джими Дел Рей, Кинг Конг Бънди, Татанка и Том Причард) (с Джим Корнет и Тед Дибиаси) поб. Guts and Glory (Адам Бомб, Барт Гън, Били Гън, Лекс Лугър и Мейбъл (с Оскар) | Сървайвър елиминационен мач 5 срещу 5                        | 23:21      |
| 6                                                                        | Гробаря (с Пол Беърър) поб. Йокозуна (с Мистър Фуджи и Джим Корнет) | Мач с ковчег с Чък Норис като специален гост съдия           | 15:24      |
| - (ш) – указва шампиона/шампионите в мача - Т – показва, че мача е тъмен | |                                                              |            |